# 巴爾維尼夫卡
50°30′6″N 27°48′42″E / 50.50167°N 27.81167°E
巴爾維尼夫卡（烏克蘭語：Барвинівка），是烏克蘭北部的村莊，隸屬日托米爾州的茲維亞赫爾區。該村始建於1587年，面積4.11平方公里，海拔高度207米，2001年人口698。